# Жан Огюст Доминик Енгър
Жан Огю̀ст Доминѝк Ѐнгър (на френски: Jean Auguste Dominique Ingres) е френски художник, график и цигулар, продължител на класицизма. Ученик на Жак-Луи Давид. Произведенията му се отличават с ясна композиция, светъл колорит, изящна и пластична линейна рисунка („Апотеоз на Омир“, 1827 г.). Майстор на женския образ („Голямата одалиска“, „Турска баня“, „Изворът“). Портрети („Мадам Ривиер“, 1805 г.).

## Биография
Младият Жан Огюст Доминик Енгър усвоява твърде рано рисуването при своя баща, който е художник, миниатюрист и скулптор. През 1791 г. е приет в Кралската академия за живопис, скулптура и архитектура в Тулуза. На 17-годишна възраст отива в Париж, където е приет в ателието на Жак-Луи Давид.
От 1799 г. започва да се подготвя за конкурса за престижната Римска премия. Победителите са награждавани с обучене в продължение на 3 до 5 години в областта на изобразителното изкуство или архитектура. Наричани са пенсионери на академията (на френски: pensionnaires de l'Académie). През 1801 г. спечелва Римската премия  и получава първите си поръчки. Поради финансови затруднениея на държавата отиването му в Рим се забавя. Пет години по-късно заминава за Вечния град, където запознавайки се със стенописите на Рафаел в станците на Ватикана, е във възторг от него. В съответствие с правилата на това обучение трябва да изпраща редовно свои произведения в Париж, за да покаже напредъка си пред Академията. Сътворява голи тела и портрети, чиито анатомични деформации вече утвърждават първенството на рисунката. Картината му „Юпитер и Тетида“ (1811) е изпратена в Париж и предизвиква подигравки. Живописецът страда от неразбирането на произведенията си. През 1803 г преди да замине за Рим Енгър получава първата си поръчка от правителството за портрет на Наполеон I. Тя също е подложена на критики в салона. 
След края на степендията му през 1810 г., той решава да остане в Рим и да работи като свободен художник. Рисува много графични портрети на богати аристократи  През 1813 г. той се жени за Madeleine Chapelle, която познава само по писмата, които си пишат . 
Най-после му възлагат платното „Обетът на Луи Осми“ – кралят се моли, сведен пред Мадоната с младенеца. На Салона от 1824 г. публиката посреща с възторг тази творба, която носи отпечатъка на спомена за мадоните на Рафаел и е връх на класицистичното изкуство.
Енгър се прибира в Париж и отваря ателие – създава „Апотеоз на Омир“ за таван на Лувъра, а през 1832 г. се връща към портрета с един шедьовър – Луи-Франсоа Бертен. Властният и внушителен образ на този патрон на пресата (основател на в. Журнал дьо деба) прераства в символ на възходящата либерална буржоазия.
През 1834 г. Енгър приема поста директор на вила „Медичи“ в Рим и остава там в продължение на 7 години.
Отново в Париж, той работи върху мащабни стенни пана за замъка в Дампиер и за залите на Отел дьо Вил, където избира да представи „Апотеоз на Наполеон Първи“. Влага цялото си въображение в една творба с голи тела – „Турска баня“, шедьовър от последните му години.

## Галерия
- Бонапарт, Първи консул (1803-1804)
- Наполеон I на императорския трон (1806)
- Къпеща се (1808)
- Едип и Сфинксът (1808)
- Юпитер и Тетида (1811)
- Турска баня (1862–1963)
- Изворът (1856)
- Жана Д'Арк при коронацията на Шарл VII (1854)